# Stahlburg
Das Adelsgeschlecht Stahlburg lebte im 12. und zu Beginn des 13. Jahrhunderts. Obwohl nur bruchstückweise Informationen über die Mitglieder dieser Familie vorliegen, zeigen diese den Einfluss, den sie auf die Situation und Entwicklung der Stadt Stolberg (Rhld.) ausübten.
Reinardus von Stalburg ist ein Freier, die damalige Bezeichnung eines Grundbesitzers, der zu Beginn des 12. Jahrhunderts lebte. Er nannte sich als Herr nach der Burg, nach der in der Folge die Stadt Stolberg genannt wurde. Everwinus von Stalburck, Reginardus von Stahlburk sowie Wilehelmus von Stalburch waren seine Söhne, ebenfalls Freie. Mit einer zeitlichen Lücke liegen erneut Daten über Wilhelm Herr zu Stahlburg und seiner Frau Lutgarde vor. Namentlich sind Nachfolger nicht benannt. Zweifelhaft ist die genealogische Verbindung zu Johann von Stolberg, da ein familiärer Zusammenhang zu diesem Adelsgeschlecht nicht belegt ist.

## Reinardus von Stalburg
Reinardus von Stalburgs Name taucht als Unterzeichner einer Urkunde vom 30. September 1118 auf. Hierbei siegelt er als Freier. Historiker sehen dies als Hinweis darauf, dass er wohl bereits Eigentümer von Land an der Vicht, einen das Stolberger Tal durchfließenden Bach, ist. In der Urkunde veräußerte er auswärtige Ländereien, sein Name belegt die Existenz der Stolberger Burg, den Sitz des Geschlechts. Denn Edelherren nannten sich nach ihren Wohnsitzen. Somit muss spätestens für das 11. Jahrhundert von einer Burganlage in Stolberg ausgegangen werden.
Reinardus von Stalburgs Siegel findet sich auf der Gründungsurkunde des St. Georgs-Stiftes. Graf Gerhard IV. von Wassenberg gab in dieser Urkunde bekannt, dass er die begonnene Stiftskirche weiterbauen werde und diese mit einer Reihe von Friedhöfen, Erbhöfen und Zehnthöfen ausstatten wolle. Neben Reinardus von Stalburg siegelten Bischof Otbert von Lüttich, der Propst Lambertus von Lüttich, sowie die Freien Engelbert von Bugenheim, Gerhard von Berg, Goswin von Süstern und Herbert von Melin die Urkunde. Die Auswahl der Zeugen dieser Schenkung deutet auf die bedeutende Position von Reinardus von Stalburg hin.
Von Reinardus von Stalburg stammen seine drei Söhne Reginardus, Everwinus und Wilehelmus von, je nach wechselnder Schreibweise, von Stahlburch/ Stalburk/ Stalburck ab. Sie werden in Urkunden aus den Jahren 1146 und 1166 als Brüder genannt.

## Everwinus von Stalburck
Everwinus von Stalburck war einer der Edelherren von Stalburg und gehörte wie sein Vater zu den ersten dokumentierten Eigentümern des Gutes Stalburg, dem späteren Stolberg. Zusätzliche biografische Daten über Everwinus von Stalburck wurden nicht überliefert.
Everwinus von Stalburck wird in zwei Urkunden genannt. Ein Dokument stammt aus dem Jahre 1146. Hier wird der Freie, der Grundbesitzer, der ihn damit vom Bauern- oder Bürgertum abhob, als Zeuge benannt. In der Urkunde bestätigt er Privilegien, Güter und Freiheiten des Klosters Maria Laach durch Arnold I. von Köln. Die Urkunde enthält neben seinem Siegel das des Grafen Wilhelm I. von Jülich sowie die von Walter von Kessel, Burkard von Wiede und Otto von Are. Die Auswahl der Zeugen dokumentiert die bedeutende Position, die Everwinus von Stahlburck zur damaligen Zeit besaß. Dieser gehörte damit zu angesehenen Edelleuten.
In einem zweiten Dokument vom 4. Februar 1154 wird Everwinus als freier Ritter im Dienste des Grafen Dietrich von Are und Meer erwähnt.
Bei dem in vier Urkunden aus den Jahren 1182 bis 1189 des Stiftes St. Gereon in Köln als Kanoniker erwähnten Everwinus von Stalburch handelt es sich vermutlich um den Sohn von Everwinus von Stalburck.

## Reginardus von Stalburk
Reginardus von Stahlburk war ebenfalls einer der Edelherren von Stahlburk, ein Sohn von Reinardus von Stalburg.
Über Reginardus von Stalburk existieren wenige Dokumente. Urkunden aus den Jahren 1146 und 1166 belegen lediglich die Verwandtschaft zu seinen Brüdern Everwinus von Stalburck und Wilehelmus von Stalburch. Die bereits Everwinus von Stahlburck aufführende Urkunde vom 4. Februar 1154 listet ebenfalls Reginardus von Stalburk als freien Ritter im Dienste des Grafen von Are und Meeren auf.

## Wilehelmus von Stalburch
Wilehelmus ist ein Sohn von Reinardus von Stalburg und gehörte damit auch zu den Edelleuten, wodurch er ein potentieller Herr des Guts Stalburg war.
Wilehelmus wird in einer Urkunde vom 17. September 1156 genannt. Diese wurde von Kaiser Barbarossa auf dem Reichstag in Regensburg ausgestellt. Hierin würdigte der Kaiser den verstorbenen Erzbischof Arnold II., der ihn in Aachen 1152 gekrönt hatte. Barbarossa nahm die Schwester und den Bruder des verstorbenen Bischofs unter seinen besonderen Schutz. Gleichzeitig übernahm er auch einige Güter des Verstorbenen, darunter zwei Besitzungen, die zuvor Willehelmo de Stalburch und Willehelmo de Vregence (Wilhelm von Frenz) gehört hatten. Mit der Nennung von Wilehelmus von Stalburch ist damit wohl einmalig Stolberg in einer Kaiserurkunde genannt.
Historiker gehen davon aus, dass Wilehelmus von Stalburch eventuell der einzige Edelherr gewesen ist, der sein Erbe Stolberg antreten konnte, da seine Brüder als Ritter im Dienste des Grafen von Are und Meer ihr Auskommen fanden.

## Wilhelm von Sthalburg
Wilhelm von Sthalburg war mit Lutgarde verheiratet. Ihre Namen tauchen in einer Urkunde aus dem Jahre 1237 auf. Vermutlich waren sie mit dem Kölner Domherren Wilhelm von Stolberg verwandt. Diese können jedoch aufgrund des zeitlichen Abstandes lediglich Enkel von Wilehelmus von Stalburch gewesen sein. Wilhelm bezeugt in dieser Urkunde, vom Herzog von Limburg 200 Kölner Mark erhalten zu haben. Dafür leistet er den Lehenseid und verpfändete einige Güter nahe Vaals. Historiker gehen davon aus, dass der Kölner Domherr aufgrund seines Standes das Erbe nicht antreten durfte und deshalb Wilhelm von Sthalburg und Ludgarde das Anwesen übernommen haben. Es gibt Hinweise aus einer Urkunde aus dem Jahr 1304, dass Wilhelm nicht ohne männlichen Erben stirbt, der Name also erhalten geblieben ist. Die Urkunde nennt jedoch keinen detaillierten Namen, sondern spricht lediglich von einem Winrich.

## Johann von Stolberg
Es gibt keine weiteren gesicherten Hinweise über die Genealogie des Adelsgeschlechtes. Jahrbücher aus dem Kölner St. Gereons Stift sprechen von einem Johann von Stolberg, der bis 1319 oder 1329 dort als Treuhänder auftrat. Über seine Abstammung liegen aber keine Hinweise vor. Nach einer Urkunde muss er spätestens am 30. Juni 1329 gestorben sein.
Aufgrund fehlender weiterer Dokumente über dieses Adelsgeschlecht muss davon ausgegangen werden, dass dieses spätestens zu diesem Zeitpunkt erloschen ist.